# Samwell Tarly
Samwell Tarly eller bare Sam er en fiktiv person i den amerikanske forfatter George R. R. Martins fantasyserie A Song of Ice and Fire og i HBOs filmatisering Game of Thrones.
Han bliver introduceret i Kampen om tronen (1996), og Samwell er den ældste søn af Lord Randyll Tarly af Horn Hill og hans hustru Lady Melessa Florent. Han er en selverklæret kujon, der elsker bøger og sange. Hans far tvinger ham til at afgive sin fødselsret og slutte sig til Night's Watch, så hans yngre bror kan bliver arving af Horn Hill. Ved Muren møder han Jon Snow og bliver hurtigt hans bedste ven og allierede. Han optræder efterfølgende i Kongernes kamp (1998), og i En storm af sværd (2000), hvor hans handlinger opleves gennem kapitler skrevet fra Snows synspunkt, og Kragernes rige er der flere kapitler fortalt fra hans synspunkt.
Samwell bliver spillet af den engelske skuespiller John Bradley i HBO's filmatisering.